# 鲑两极虫
鲑两极虫（学名：Myxidium truttae）为两极科两极虫属的动物。分布于俄罗斯以及四川、黑龙江等，营寄生生活，寄生在华鲮、乌苏里白鲑、细鳞鱼的胆囊。